# 법의 계수
법의 계수(繼受)는 다른 민족·국가의 법률 제도를 채용하는 것을 말한다. 예컨대 근세 초의 독일은 로마법을 채용해서 보통법을 형성했다.
법의 계수에는 전면적 계수와 부분적 계수가 있으며, 계수의 방법에도 입법적 계수와 사법적 계수가 있다. 부분적 계수에도 그것이 헌법·민법·형법 등 중요한 부분인 경우에는 계수국의 법질서나 사회 상태를 크게 변혁시킨다. 또 계수에서는 모법국(母法國)과 계수국과의 사회 상태에 유사점이 있거나 또는 기술적 법률 제도의 계수일 때라면 수정 없이 계수되지만, 그렇지 아니한 때에는 다소의 마찰이 생기고 계수국에 의하여 수정된다. 성문법국(成文法國)에서는 입법적 계수가 행하여지지만 판례법국(判例法國)에서는 사법적 계수에 의한다(예；미국의 영국 Common Law 계수).

## 같이 보기
- 법계
- 법학